# 패치 케이블

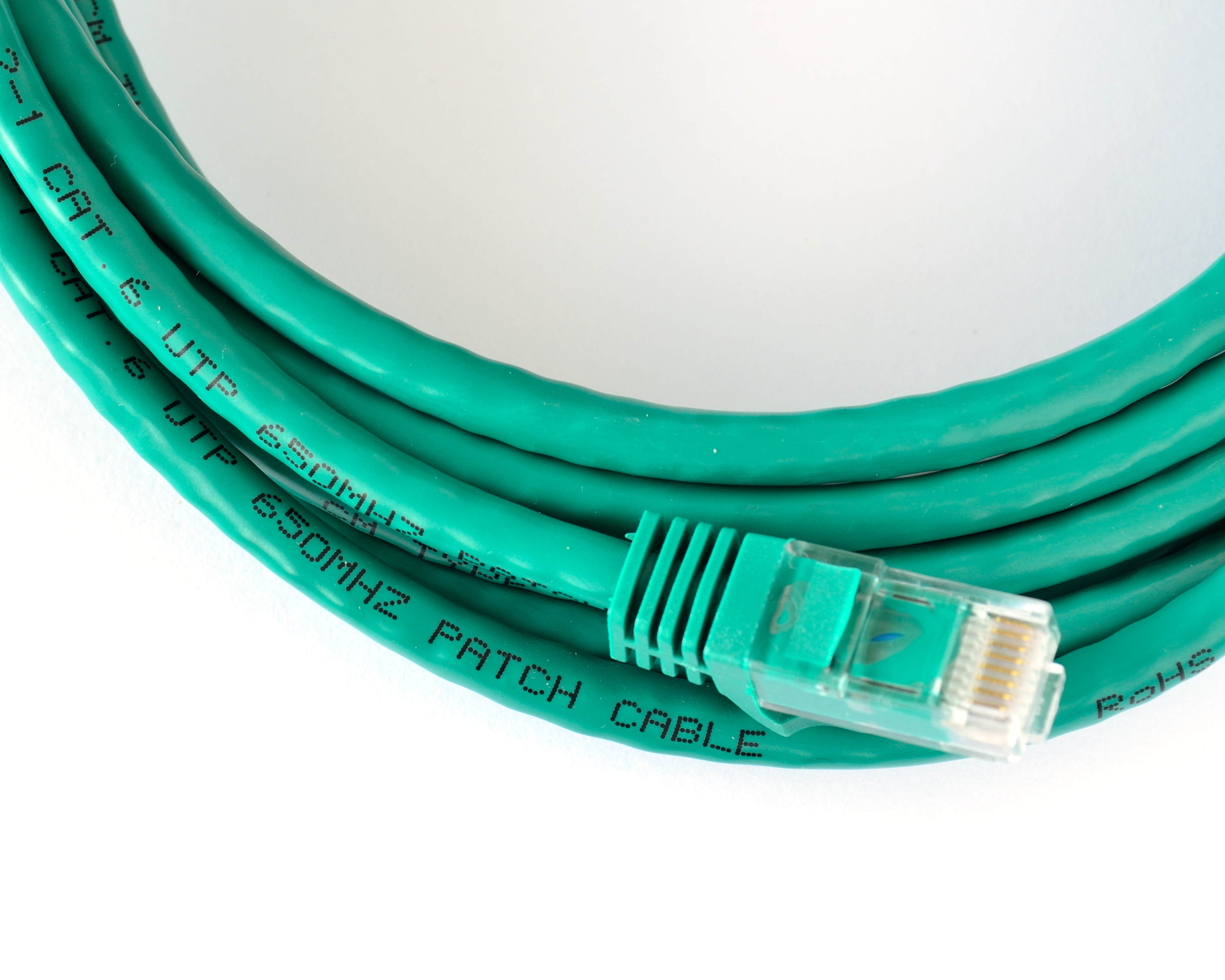
8P8C 플러그가 있는 카테고리 6 패치 케이블 (T568B-T568B에 의거)

패치 케이블(patch cable), 패치 코드(patch cord), 패치 리드(patch lead)는 신호 라우팅을 위해 하나의 전기적 또는 광학 기기를 다른 기기에 연결하는 전기적 또는 광학적 케이블이다.
패치 케이블이 유연성을 위해 몇 가닥의 줄을 하나로 꼬아놓은 반면 표준 케이블은 솔리드 구리로 되어 있다는 점에서 패치 코드 케이블은 표준의 구조화된 케이블링 케이블과는 다르다. 패치 코드가 연선 구리로 구성되어 있기 때문에 신호 손실이 솔리드 케이블인 것 보다 더 높은 편이다.

## 종류
- 바나나 커넥터와 같은 단일 전도체 선
- BNC 단자와 같은 동축 케이블
- T568A나 T568B 연선을 갖춘 8P8C (RJ-45) 모듈러 커넥터를 사용하는 Cat5, Cat5e, Cat6 또는 Cat6A 케이블 (한쪽 끝에 T568A로 연결되고 다른 쪽에 T568B로 연결된 모듈러 케이블들은 보통 크로스오버 케이블이라고 부른다.)
- 광섬유 케이블

패치 코드는 언제나 양 끝에 단자가 달려있다.

## 같이 보기
- 연선